# Locrisch
De locrische (of lokrische) toonladder is een diatonische toonladder, een van de zeven hoofd kerktoonsoorten of modi zoals die in de westerse muziek worden gebruikt. Deze toonladder kan worden verkregen door op een piano vanaf de B een octaaf omhoog te spelen op de witte toetsen tot de eerstvolgende B.
B ½ C 1 D 1 E ½ F 1 G 1 A 1 B
Kenmerkend voor de locrische toonladder is de verminderde kwint B - F. Omwille van de onstabiele klank van deze toonreeks werd zij in de middeleeuwen niet gebruikt. In de hedendaagse muziek komt hij heel soms voor, onder andere bij Ascenseur pour l'échafaud van Miles Davis. Pierre Courbois heeft een stuk gecomponeerd onder de naam Lokeren dat is opgedragen aan zowel deze toonladder als de Vlaamse stad van diezelfde naam. Het is uitgebracht op de CD Unsquare Roots, ESP 4000 met zijn dubbel kwintet.

## Voorbeelden van locrische toonladders
B locrisch
C locrisch
Ionisch ·
Dorisch · 
Frygisch ·
Lydisch ·
Mixolydisch ·
Eolisch ·
Locrisch